# Менди, Нобель
Нобель Менди (фр. Nobel Mendy; род. 16 августа 2004, Гедиавай, Дакар) — сенегальский футболист, защитник клуба «Бетис».

## Клубная карьера
Менди — воспитанник клубов «Гедиавай», «Вернон», «Паси Маниль», «Манто 78» и «Париж». В 2022 году игрок дебютировал за дублирующий состав последних. 26 декабря в матче против «По» он дебютировал в Лиге 2. В 2023 году Менди на правах аренды перешёл в испанский «Бетис». 10 августа в матче против «Велеса» он дебютировал во Втором дивизионе Испании за дублирующий состав. 1 июня 2024 года в поединке Кубка Испании против «Алавеса» Нобель дебютировал за основной состав. По окончании аренды клуб выкупил трансфер игрока. 18 мая 2025 года в матче против «Атлетико Мадрид» он дебютировал в Ла Лиге. В том же сезоне игрок стал финалистом Лиги конференций.

## Достижения
Клубные
 «Бетис»
- Финалист Лиги конференций — 2024/2025